# Campionatul Național de Raliuri
Campionatul național de raliuri (CNR) este organizat anual de către Federația Română de Automobilism Sportiv (FRAS).

## Campioni
| Sezon | Pilot                           | Copilot                            | Mașină                                       |
| ----- | ------------------------------- | ---------------------------------- | -------------------------------------------- |
| 2024  | Simone Tempestini               | Sergiu Itu                         |                                              |
| 2023  | Simone Tempestini               | Sergiu Itu                         | Skoda Fabia R5 Porsche 997 R-GT              |
| 2022  | Simone Tempestini               | Sergiu Itu                         | Skoda Fabia R5                               |
| 2021  | Simone Tempestini               | Sergiu Itu                         | Skoda Fabia R5                               |
| 2020  | Simone Tempestini               | Sergiu Itu                         | Skoda Fabia R5                               |
| 2019  | Simone Tempestini               | Sergiu Itu                         | Hyundai i20 R5                               |
| 2018  | Simone Tempestini               | Sergiu Itu                         | Citroën DS3 R5 Citroën C3 R5                 |
| 2017  | Bogdan Marișca                  | Carmen Poenaru                     | Ford Fiesta R5                               |
| 2016  | Simone Tempestini               | Marc Banca                         | Ford Fiesta R5 Citroën DS3 R3T Max           |
| 2015  | Simone Tempestini               | Dorin Pulpea                       | Ford Fiesta R5                               |
| 2014  | François Delecour               | Dominique Savignoni                | Peugeot 207 S2000 Subaru Impreza WRX STI N14 |
| 2013  | François Delecour               | Dominique Savignoni                | Peugeot 207 S2000 Subaru Impreza WRX STI N14 |
| 2012  | François Delecour               | Dominique Savignoni                | Peugeot 207 S2000                            |
| 2011  | Valentin Porcișteanu            | Dan Dobre                          | Mitsubishi Lancer Evo 9                      |
| 2010  | Gergő Szabó                     | Levente Csegzy                     | Mitsubishi Lancer Evo 9                      |
| 2009  | Gergő Szabó                     | Zoltàn Kohler                      | Mitsubishi Lancer Evo 9                      |
| 2008  | Jarkko Miettinen                | Mikko Lukka                        | Mitsubishi Lancer Evo 9                      |
| 2007  | Dan Gîrtofan                    | Adrian Berghea                     | Subaru Impreza WRX STI N12                   |
| 2006  | Constantin Aur                  | Adrian Berghea                     | Mitsubishi Lancer Evo 9                      |
| 2005  | Bogdan Marișca                  | Sebastian Itu                      | Mitsubishi Lancer Evo 7                      |
| 2004  | Dan Gîrtofan                    | Dorin Pulpea                       | SEAT Córdoba WRC                             |
| 2003  | Mihai Leu                       | Ciprian Solomon                    | Hyundai Accent WRC                           |
| 2002  | Constantin Aur                  | Silviu Moraru                      | SEAT Córdoba WRC                             |
| 2001  | Constantin Aur                  | Silviu Moraru                      | SEAT Córdoba WRC                             |
| 2000  | Constantin Aur                  | Dumitru Boboescu                   | Toyota Celica Turbo 4WD                      |
| 1999  | Constantin Aur                  | Dumitru Boboescu                   | Toyota Celica Turbo 4WD                      |
| 1998  | Constantin Aur                  | Dumitru Boboescu                   | Toyota Celica Turbo 4WD                      |
| 1997  | Constantin Aur                  | Dumitru Boboescu                   | Toyota Celica Turbo 4WD                      |
| 1996  | George Grigorescu               | Radu Dumitriu                      | Renault Clio Williams                        |
| 1995  | Constantin Aur                  | Dumitru Boboescu                   | Audi S2                                      |
| 1994  | Heinz Göllner                   | Sorin Itu                          | VW Golf GTI                                  |
| 1993  | Ludovic Balint                  | Gabriela Stroescu                  | Dacia 1325                                   |
| 1992  | Ludovic Balint Florin Hangu     | Dacian Banca Ioan Popidan          | Opel Kadett GSI                              |
| 1991  | Ludovic Balint Constantin Duval | Constantin Zărnescu Gheorghe Nemeș |                                              |
| 1990  | Ștefan Vasile                   | Ovidiu Scobai                      | Dacia 1320                                   |
| 1989  | Ludovic Balint                  | Constantin Zărnescu                | Dacia 1310                                   |
| 1988  | Ștefan Vasile                   | Ovidiu Scobai                      | Dacia 1410                                   |
| 1987  | Ludovic Balint                  | Constantin Zărnescu                |                                              |
| 1986  | Ludovic Balint                  | Constantin Zărnescu                | Dacia 1400 Sport                             |
| 1985  | Florin Nuță                     | Radu Dumitriu                      | Dacia 1310                                   |
| 1984  | Ștefan Vasile                   | Ovidiu Scobai                      | Dacia 1310                                   |
| 1983  | Gheorghe Urdea                  | Dacian Banca                       | Dacia 1300                                   |
| 1982  | Ludovic Balint                  | Constantin Zărnescu                | Dacia 1300                                   |
| 1981  | Ludovic Balint                  | Constantin Zărnescu                | Dacia 1300                                   |
| 1980  | Mircea Ilioaea                  | Paul Geantă                        | Dacia 1300                                   |
| 1979  | Ilie Olteanu                    | Ovidiu Scobai                      | Dacia 1300                                   |
| 1978  | Ilie Olteanu                    | Ovidiu Scobai                      | Dacia 1300                                   |
| 1977  | Ștefan Iancovici                | Petre Vezeanu                      | Dacia 1300                                   |
| 1976  | Ștefan Iancovici                | Petre Vezeanu                      | Dacia 1300                                   |
| 1975  | Laurențiu Borbely               | Adalbert Boldizsár                 |                                              |
| 1971  | Aurel Puiu                      | Constantin Pescaru                 |                                              |
| 1970  | Aurel Puiu                      | Constantin Pescaru                 | Renault 8 Gordini                            |
| 1969  | Aurel Puiu                      | Constantin Pescaru                 |                                              |

- Note:  În sezoanele 1972; 1973; 1974 nu s-a decernat titlul de campion național de raliuri.
- Note:   În sezonul 1991 – titlul a fost acordat la egalitate lui Ludovic Balint și lui Constantin Duval.
- Note:   În sezonul 1992 – titlul a fost acordat la egalitate lui Dorin Toma și lui Florin Hangu.
- Referințe:[1][2]

## Statistică
| Position | Driver               | Titles | Season                                               |
| -------- | -------------------- | ------ | ---------------------------------------------------- |
| 1        | Simone Tempestini    | 9      | 2015, 2016, 2018, 2019, 2020, 2021, 2022, 2023, 2024 |
| 2        | Constantin Aur       | 8      | 1995, 1997, 1998, 1999, 2000, 2001, 2002, 2006       |
| 3        | Ludovic Balint       | 7      | 1981, 1982, 1986, 1987, 1989, 1991, 1993             |
| 4        | Ștefan Vasile        | 3      | 1984, 1988, 1990                                     |
| 4        | Aurel Puiu           | 3      | 1969, 1970, 1971                                     |
| 4        | François Delecour    | 3      | 2012, 2013, 2014                                     |
| 5        | Dan Gîrtofan         | 2      | 2004, 2007                                           |
| 5        | Bogdan Marișca       | 2      | 2005, 2017                                           |
| 5        | Ilie Olteanu         | 2      | 1978, 1979                                           |
| 5        | Ștefan Iancovici     | 2      | 1976, 1977                                           |
| 5        | Gergő Szabó          | 2      | 2009, 2010                                           |
| 6        | Valentin Porcișteanu | 1      | 2011                                                 |
| 6        | Jarkko Miettinen     | 1      | 2008                                                 |
| 6        | Mihai Leu            | 1      | 2003                                                 |
| 6        | George Grigorescu    | 1      | 1996                                                 |
| 6        | Heinz Göllner        | 1      | 1994                                                 |
| 6        | Dorin Toma           | 1      | 1992                                                 |
| 6        | Constantin Duval     | 1      | 1991                                                 |
| 6        | Florin Nuță          | 1      | 1985                                                 |
| 6        | Gheorghe Urdea       | 1      | 1983                                                 |
| 6        | Mircea Ilioaea       | 1      | 1980                                                 |
| 6        | Florin Hangu         | 1      | 1992                                                 |
| 6        | Laurențiu Borbely    | 1      | 1975                                                 |

- Referințe:[3]

## Ediția 2017

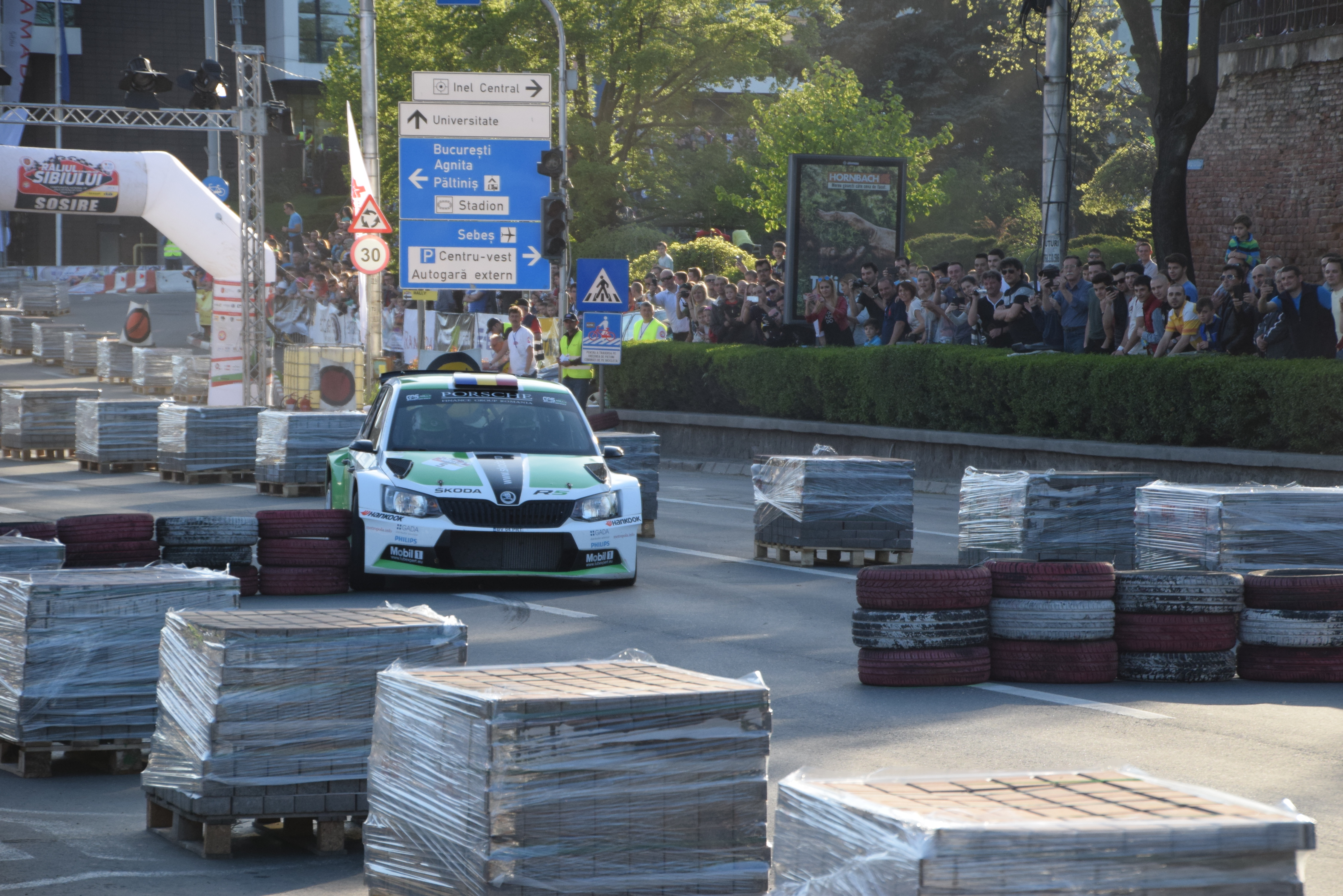
Echipajul Dan Gîrtofan/Tudor Mârza în ultima probă specială de la Raliul Sibiului 2016

| Etapa | Raliu                  | Județ    | Data             | Suprafața | Câștigător                    | Automobil      |
| ----- | ---------------------- | -------- | ---------------- | --------- | ----------------------------- | -------------- |
| 1     | TESS Rally Brasov      | Brașov   | 30-01 aprilie    | asfalt    | Simone Tempestini Marc Banca  | Citroen DS3 R5 |
| 2     | BT Transilvania Rally  | Cluj     | 05-06 mai        | asfalt    | Bogdan Marișca Carmen Poenaru | Ford Fiesta R5 |
| 3     | Raliul Aradului KIA    | Arad     | 02-03 iunie      | macadam   | Bogdan Marișca Carmen Poenaru | Ford Fiesta R5 |
| 4     | Raliul Moldovei Bacau  | Bacău    | 16-17 iunie      | macadam   | Simone Tempestini Marc Banca  | Citroen DS3 R5 |
| 5     | Raliul Perla Harghitei | Harghita | 14-15 iulie      | asfalt    | Bogdan Marișca Carmen Poenaru | Ford Fiesta R5 |
| 6     | Cotnari Rally Iași     | Iași     | 08-09 septembrie | macadam   | Dan Gîrtofan Tudor Mârza      | Skoda Fabia R5 |
| 7     | Raliul Sibiului        | Sibiu    | 07-08 octombrie  | asfalt    | Dan Gîrtofan Tudor Mârza      | Skoda Fabia R5 |

## Ediția 2014
Sezonul 2014 a fost câștigat de pilotul francez François Delecour pe o mașină Peugeot 207 S2000, fiind urmat de piloții români Edwin Keleti, pe un Ford Fiesta R5 și Dan Gârtofan pe o Škoda Fabia S2000.
| Runda | Raliu (coef.)                | Județ    | Data             | Suprafața | Campion           | Mașină                     |
| ----- | ---------------------------- | -------- | ---------------- | --------- | ----------------- | -------------------------- |
| 1     | Tess Rally Brașov (1.2)      | Brașov   | 20–22 martie     | macadam   | François Delecour | Peugeot 207 S2000          |
| 2     | Raliul Aradului (0.8)        | Arad     | 9–10 mai         | asfalt    | Edwin Keleti      | Ford Fiesta R5             |
| 3     | Danube Delta Rally (1.0)     | Tulcea   | 30–31 mai        | asfalt    | François Delecour | Subaru Impreza N14         |
| 4     | Transilvania Rally (1.0)     | Cluj     | 20–21 iunie      | macadam   | François Delecour | Peugeot 207 S2000          |
| 5     | Raliul Moldovei Pambac (1.0) | Bacău    | 25–26 iulie      | asfalt    | François Delecour | Subaru Impreza N14         |
| 6     | Raliul Iașului (1.0)         | Iași     | 4–5 septembrie   | asfalt    | Edwin Keleti      | Ford Fiesta R5             |
| 7     | Raliul Perla Harghitei (1.0) | Harghita | 26–27 septembrie | asfalt    | David Borka       | Mitsubishi Lancer Evo 9 R4 |

## Ediția 2013
Sezonul 2013 a fost câștigat de pilotul francez François Delecour, pe un Peugeot 207 S2000, urmat de maghiarul David Botka, pe un Mitsubishi Lancer Evo 9 R4, și de româno-italianul Marco Tempestini, pe o Skoda Fabia S2000. Calendarul a adus pentru prima dată un sistem de punctaj bazat pe coeficient care creștea sau scădea în funcție de gradul de dificultate al raliului. The Sibiu Rally was also part of the Intercontinental Rally Challenge.
| Runda | Raliu (coeff.)           | Județ    | Data             | Suprafața | Câștigător        | Mașină                      |
| ----- | ------------------------ | -------- | ---------------- | --------- | ----------------- | --------------------------- |
| 1     | Tess Rally Brașov (1.2)  | Brașov   | 22–23 martie     | macadam   | François Delecour | Peugeot 207 S2000           |
| 2     | Raliul Timișului (1.0)   | Timiș    | 12–13 aprilie    | macadam   | François Delecour | Peugeot 207 S2000           |
| 3     | Delta Rally (0.8)        | Tulcea   | 30 mai–1 iunie   | asfalt    | Gergő Szabó       | Mitsubishi Lancer Evo 10 R4 |
| 4     | Transilvania Rally (1.2) | Cluj     | 20–22 iunie      | macadam   | François Delecour | Peugeot 207 S2000           |
| 5     | Raliul Sibiului (2.0)    | Sibiu    | 25–27 iulie      | asfalt    | François Delecour | Peugeot 207 S2000           |
| 6     | Raliul Aradului (1.2)    | Arad     | 23–24 august     | asfalt    | François Delecour | Peugeot 207 S2000           |
| 7     | Raliul Moldovei (1.0)    | Bacău    | 13–14 septembrie | asfalt    | François Delecour | Peugeot 207 S2000           |
| 8     | Raliul Iașului (1.0)     | Iași     | 4–5 octombrie    | asfalt    | François Delecour | Peugeot 207 S2000           |
| 9     | Raliul Harghitei (0.8)   | Harghita | 25–26 octombrie  | asfalt    | Gergő Szabó       | Mitsubishi Lancer Evo 10 R4 |

## Ediția 2012
| Etapa | Raliu                | Județ  | Data           | Suprafața | Câștigător           | Automobil                   |
| ----- | -------------------- | ------ | -------------- | --------- | -------------------- | --------------------------- |
| 1     | Tess Rally Brașov    | Brașov | 30–31 martie   | asfalt    | Valentin Porcișteanu | Mitsubishi Lancer Evo 10 R4 |
| 2     | Raliul Timișului     | Timiș  | 27–28 aprilie  | asfalt    | Valentin Porcișteanu | Mitsubishi Lancer Evo 10 R4 |
| 3     | Raliul Moldovei      | Bacau  | 25–26 mai      | macadam   | Francois Delecour    | Peugeot 207 S2000           |
| 4     | Raliul Transilvaniei | Cluj   | 22–23 iunie    | mixtă     | Csaba Spitzmuller    | Mitsubishi Lancer Evo 10 R4 |
| 5     | Raliul Sibiului      | Sibiu  | 20–21 iulie    | macadam   | Francois Delecour    | Peugeot 207 S2000           |
| 6     | Raliul Aradului      | Arad   | 17–18 august   | macadam   | Francois Delecour    | Peugeot 207 S2000           |
| 7     | Raliul Țara Bârsei   | Brașov | 7–8 septembrie | macadam   | Francois Delecour    | Peugeot 207 S2000           |
| 8     | Raliul Iașului       | Iași   | 5–6 octombrie  | macadam   | Francois Delecour    | Peugeot 207 S2000           |

## Ediția 2011
| Etapa | Raliu              | Județ  | Data             | Suprafața | Câștigător                     | Automobil                |
| ----- | ------------------ | ------ | ---------------- | --------- | ------------------------------ | ------------------------ |
| 1     | Raliul Brașovului  | Brașov | 8–9 aprilie      | asfalt    | Valentin Porcișteanu Dan Dobre | Mitsubishi Lancer Evo 9  |
| 2     | Raliul Târgu Mureș | Mureș  | 6–7 mai          | asfalt    | Gergo Szabo Köhler Zoltán      | Mitsubishi Lancer Evo 9  |
| 3     | Raliul Clujului    | Cluj   | 27–28 mai        | asfalt    | Valentin Porcișteanu Dan Dobre | Mitsubishi Lancer Evo 9  |
| 4     | Raliul Argeșului   | Argeș  | 17–18 iunie      | asfalt    | Anulat                         | Anulat                   |
| 5     | Raliul Sibiului    | Sibiu  | 8–9 iulie        | macadam   | Gergo Szabo Köhler Zoltán      | Mitsubishi Lancer Evo 9  |
| 6     | Raliul Aradului    | Arad   | 5–6 august       | macadam   | Valentin Porcișteanu Dan Dobre | Mitsubishi Lancer Evo 9  |
| 7     | Raliul Țara Bârsei | Brașov | 2–3 septembrie   | macadam   | Valentin Porcișteanu Dan Dobre | Mitsubishi Lancer Evo 9  |
| 8     | Raliul Iașului     | Iași   | 23–24 septembrie | macadam   | Gergo Szabo Köhler Zoltán      | Mitsubishi Lancer Evo 10 |
| 9     | Raliul Moldovei    | Bacău  | 14–15 octombrie  | macadam   | Bogdan Marișca Sebastian Itu   | Mitsubishi Lancer Evo 9  |

## Ediția 2010
| Nr | Raliu              | Oraș        | Data             | Suprafața | Câștigător                     | Automobil               |
| -- | ------------------ | ----------- | ---------------- | --------- | ------------------------------ | ----------------------- |
| 1  | Raliul Brașovului  | Brașov      | 16–18 aprilie    | asfalt    | Bogdan Marișca Sebastian Itu   | Subaru Impreza STI N15  |
| 2  | Raliul Argeșului   | Pitești     | 7–9 mai          | asfalt    | Gergo Szabo Csegzy Levente     | Mitsubishi Lancer Evo 9 |
| 3  | Raliul Târgu Mureș | Târgu Mureș | 4–6 iunie        | asfalt    | Csaba Spitzmuller Bea Bahor    | Mitsubishi Lancer Evo 9 |
| 4  | Raliul Clujului    | Cluj-Napoca | 25–26 iunie      | asfalt    | Bogdan Marișca Sebastian Itu   | Subaru Impreza STI N15  |
| 5  | Raliul Sibiului    | Sibiu       | 16–18 iulie      | mixtă     | Gergo Szabo Csegzy Levente     | Mitsubishi Lancer Evo 9 |
| 6  | Raliul Țara Bârsei | Brașov      | 27–28 august     | macadam   | Valentin Porcișteanu Dan Dobre | Mitsubishi Lancer Evo 9 |
| 7  | Raliul Aradului    | Arad        | 17–19 septembrie | macadam   | Gergo Szabo Csegzy Levente     | Mitsubishi Lancer Evo 9 |
| 8  | Raliul Iașului     | Iași        | 8–10 octombrie   | macadam   | Gergo Szabo Csegzy Levente     | Mitsubishi Lancer Evo 9 |

## Ediția 2009
| Etapa | Raliu                                                | Concurentii de pe podium | Concurentii de pe podium | Concurentii de pe podium | Concurentii de pe podium |
| Etapa | Raliu                                                | Loc                      | Pilot                    | Automobil                | Timp realizat            |
| ----- | ---------------------------------------------------- | ------------------------ | ------------------------ | ------------------------ | ------------------------ |
| 1     | Tess Rally Brașov (Martie 13–15)                     | 1                        | Valentin Porcișteanu     | Mitsubishi Lancer Evo 9  | 56:22.4                  |
| 1     | Tess Rally Brașov (Martie 13–15)                     | 2                        | Gergo Szabo              | Mitsubishi Lancer Evo 9  | 56:34.4                  |
| 1     | Tess Rally Brașov (Martie 13–15)                     | 3                        | Manuel Mihalache         | Mitsubishi Lancer Evo 9  | 57:29.8                  |
|       |                                                      |                          |                          |                          |                          |
| 2     | Timiș Rally (Aprilie 24–25)                          | 1                        | Gergo Szabo              | Mitsubishi Lancer Evo 9  | 57:13.7                  |
| 2     | Timiș Rally (Aprilie 24–25)                          | 2                        | Valentin Porcișteanu     | Mitsubishi Lancer Evo 9  | 57:20.6                  |
| 2     | Timiș Rally (Aprilie 24–25)                          | 3                        | Marco Tempestini         | Peugeot 207 S2000        | 57:29.4                  |
|       |                                                      |                          |                          |                          |                          |
| 3     | Raliul Iașului (Mai 22–23)                           | 1                        | Jarkko Miettinen         | Mitsubishi Lancer Evo 9  | 53:32.6                  |
| 3     | Raliul Iașului (Mai 22–23)                           | 2                        | Marco Tempestini         | Subaru Impreza STI N15   | 53:59.6                  |
| 3     | Raliul Iașului (Mai 22–23)                           | 3                        | Bogdan Marișca           | Mitsubishi Lancer Evo 9  | 54:18.3                  |
|       |                                                      |                          |                          |                          |                          |
| 4     | Raliul Clujului (Iunie 20–21)                        | 1                        | Bogdan Marișca           | Mitsubishi Lancer Evo 9  | 1:03:51.9                |
| 4     | Raliul Clujului (Iunie 20–21)                        | 2                        | Gergo Szabo              | Mitsubishi Lancer Evo 9  | 1:04:04.0                |
| 4     | Raliul Clujului (Iunie 20–21)                        | 3                        | Valentin Porcișteanu     | Mitsubishi Lancer Evo 9  | 1:04:08.8                |
|       |                                                      |                          |                          |                          |                          |
| 5     | Raliul Sibiului (Iulie 16–18)                        | 1                        | Jarkko Miettinen         | Mitsubishi Lancer Evo 9  | 1:02:08.1                |
| 5     | Raliul Sibiului (Iulie 16–18)                        | 2                        | Gergo Szabo              | Mitsubishi Lancer Evo 9  | 1:02:47.2                |
| 5     | Raliul Sibiului (Iulie 16–18)                        | 3                        | Bogdan Marișca           | Mitsubishi Lancer Evo 9  | 1:04:31.1                |
|       |                                                      |                          |                          |                          |                          |
| 6     | Raliul Țara Bârsei Dunlop - SEAT (August 21–22)      | 1                        | Jarkko Miettinen         | Mitsubishi Lancer Evo 9  | 53:14.1                  |
| 6     | Raliul Țara Bârsei Dunlop - SEAT (August 21–22)      | 2                        | Valentin Porcișteanu     | Mitsubishi Lancer Evo 9  | 54:02.6                  |
| 6     | Raliul Țara Bârsei Dunlop - SEAT (August 21–22)      | 3                        | Gergo Szabo              | Mitsubishi Lancer Evo 9  | 54:19.1                  |
|       |                                                      |                          |                          |                          |                          |
| 7     | Raliul Aradului (Septembrie 25–26)                   | 1                        | Gergo Szabo              | Mitsubishi Lancer Evo 9  | 1:11:06.4                |
| 7     | Raliul Aradului (Septembrie 25–26)                   | 2                        | Marco Tempestini         | Peugeot 207 S2000        | 1:12:47.3                |
| 7     | Raliul Aradului (Septembrie 25–26)                   | 3                        | Dan Gârtofan             | Subaru Impreza STI N15   | 1:16:09.2                |
|       |                                                      |                          |                          |                          |                          |
| 8     | Raliul Argeșului Euromall (Octombrie 31–Noiembrie 1) | 1                        | Jarkko Miettinen         | Mitsubishi Lancer Evo 9  | 1:10:32.8                |
| 8     | Raliul Argeșului Euromall (Octombrie 31–Noiembrie 1) | 2                        | Marco Tempestini         | Peugeot 207 S2000        | 1:12:46.7                |
| 8     | Raliul Argeșului Euromall (Octombrie 31–Noiembrie 1) | 3                        | Valentin Porcișteanu     | Mitsubishi Lancer Evo 9  | 1:14:29.8                |

| Culoarea | Suprafata |
| -------- | --------- |
| Auriu    | Macadam   |
| Argintiu | Asfalt    |